# Course de Schlickeralm
La course de Schlickeralm (en allemand : Schlickeralmlauf) est une course de montagne reliant le village de Telfes im Stubai à l'alpage de Schlickeralm, en Autriche. Elle a été créée en 1989 par le club sportif de Telfes et s'est tenue jusqu'en 2023. La course a accueilli les championnats du monde de course en montagne à deux reprises en 1990 et 1996.

## Histoire
En 1984 a lieu la première course de montagne dans le Stubaital, le Stubaier Hüttenmarathon. Les athlètes du club sportif de Telfes (anciennement club sportif de Schlickeralm) s'y classent parmi les premiers. Parmi eux se trouve Florian Stern, futur médaillé des championnats du monde de course en montagne. Le frère de Florian, Andreas, et le président du club Ernst Künz décident de créer une seconde course en montagne, afin d'établir le Stubaital comme référence dans cette discipline.
Ils créent donc la première course de montagne à Telfes im Stubai en 1988, la Pfarrachalmlauf. Le village de Telfes ayant décroché l'organisation du Trophée mondial de course en montagne 1990, ils révisent le parcours l'année suivante en déplaçant l'arrivée au-dessus de l'alpage de Schlickeralm et renomment la course Schlickeralmlauf (course de Schlickeralm). Le premier vainqueur est l'Algérien Mohammed Youkmane.
En 1990, la course accueille ainsi le Trophée mondial de course en montagne et acquiert une renommée mondiale. L'Italien Costantino Bertolla remporte le titre devant le favori local Florian Stern. L'Écossaise Beverley Redfern s'impose chez les femmes. En 1996, le Trophée mondial de course en montagne fait à nouveau escale à Telfes. L'Italien Antonio Molinari remporte le titre masculin. L'Autrichienne Gudrun Pflüger s'impose devant son public.
En automne 1996, Ernst Künz rencontre Bibi Anfang, le créateur de la course de montagne du Hochfelln. Ensemble, ils décident de fonder une coupe internationale de course en montagne. La course de montagne du Danis en Suisse les rejoint et le Grand Prix alpin a lieu pour la première fois en 1997. Cette coupe devient officiellement chapeauté par la WMRA en 1999 et est renommée Grand Prix WMRA.
En 2009, ce sont les championnats d'Europe de course en montagne qui y sont organisés. Le Turc Ahmet Arslan y remporte son troisième titre tandis que la Suissesse Martina Strähl remporte son premier titre.
En 2014, la course accueille les championnats du monde Masters de course en montagne. Les hommes emprutent le parcours classique de 11,5 km tandis que les femmes courent sur un parcours raccourci de 7,2 km et 760 m de dénivelé. L'Américain Eric Blake remporte le titre chez les hommes tandis que l'Autrichienne Petra Summer est titrée chez les femmes. La course classique a également lieu cette année.
La course accueille les championnats d'Autriche de course en montagne en 2018.
L'édition 2020 doit accueillir les championnats du monde Masters de course en montagne. Néanmoins en raison de la pandémie de Covid-19, les championnats sont repoussés à 2021 et la course traditionnelle n'a pas lieu. Seule la Telfer Wieser Run et la course des enfants ont lieu en 2020.
Face à une baisse constante de participants, les organisateurs décident de ne plus reconduire la course en 2024. À la place, une nouvelle épreuve de trail, le Kalkkögeltrail, a lieu.

## Parcours
Le départ est donné au centre du village de Telfes. Il y effectue une petite boucle avant de rejoindre le village de Gagers. Il rejoint la forêt et remonte en direction de l'alpage de Schlickeralm. Il effectue une boucle autour du Panoramasee à mi-chemin. Jusqu'en 2012, l'arrivée est donnée à la cabane Sennjoch. Le parcours mesure alors 11,2 km pour 1 270 m de dénivelé. À partir de 2013, l'arrivée est donnée à la cabane Kreuzjoch. Le parcours mesure 11,5 km pour 1 150 m de dénivelé,.
En 2011, pour la première fois dans l'histoire de la course, le parcours doit être modifié en raison de la neige. L'arrivée est déplacée à Zirmach. Il mesure 9 km pour 950 m de dénivelé.
En 2015, ce sont des éboulements dus aux fortes précipitations qui forcent les organisateurs à réduire le parcours à 7,5 km et 650 m.

## Vainqueurs
| Année | Hommes                                              | Temps                                               | Femmes                                              | Temps                                               |
| ----- | --------------------------------------------------- | --------------------------------------------------- | --------------------------------------------------- | --------------------------------------------------- |
| 1989  | Mohamed Youkmane                                    | 1 h 29 min 34 s                                     |                                                     |                                                     |
| 1990  | Anton Ungericht                                     | 1 h 21 min 41 s                                     | Sally Goldsmith                                     | 1 h 32 min 4 s                                      |
| 1991  | Peter Pfitscher                                     | 59 min 5 s                                          | Heidi Neuner                                        | 1 h 24 min 15 s                                     |
| 1992  | Peter Schatz                                        | 57 min 2 s                                          | Sabine Stelzmüller                                  | 1 h 9 min 17 s                                      |
| 1993  | Helmut Schmuck                                      | 57 min 49 s                                         | Elisabeth Rust                                      | 1 h 12 min 55 s                                     |
| 1994  | Peter Schatz                                        | 57 min 28 s                                         | Gudrun Pflüger                                      | 1 h 6 min 3 s                                       |
| 1995  | Peter Schatz                                        | 59 min 38 s                                         | Gudrun Pflüger                                      | 1 h 14 min 17 s                                     |
| 1996  | Sepp Tschurtschenthaler                             | 1 h 3 min 21 s                                      | Renata Schlezingerová                               | 1 h 13 min 59 s                                     |
| 1997  | Helmut Schmuck                                      | 1 h 0 min 34 s                                      | Janina Saxer-Juszko                                 | 1 h 10 min 37 s                                     |
| 1998  | Antonio Molinari                                    | 59 min 38 s                                         | Janina Saxer-Juszko                                 | 1 h 14 min 12 s                                     |
| 1999  | Antonio Molinari                                    | 59 min 45 s                                         | Izabela Zatorska                                    | 1 h 14 min 12 s                                     |
| 2000  | Jonathan Wyatt                                      | 58 min 37 s                                         | Birgit Sonntag                                      | 1 h 9 min 5 s                                       |
| 2001  | Martin Cox                                          | 58 min 42 s                                         | Izabela Zatorska                                    | 1 h 9 min 11 s                                      |
| 2002  | Martin Cox                                          | 59 min 59 s                                         | Izabela Zatorska                                    | 1 h 11 min 30 s                                     |
| 2003  | Jonathan Wyatt                                      | 57 min 0 s                                          | Izabela Zatorska                                    | 1 h 10 min 0 s                                      |
| 2004  | Jonathan Wyatt                                      | 55 min 32 s                                         | Anna Pichrtová                                      | 1 h 9 min 26 s                                      |
| 2005  | Jonathan Wyatt                                      | 58 min 40 s                                         | Anna Pichrtová                                      | 1 h 9 min 57 s                                      |
| 2006  | Jonathan Wyatt                                      | 58 min 15 s                                         | Anna Pichrtová                                      | 1 h 9 min 27 s                                      |
| 2007  | Marco Gaiardo                                       | 1 h 0 min 47 s                                      | Renate Rungger                                      | 1 h 9 min 3 s                                       |
| 2008  | Jonathan Wyatt                                      | 58 min 14 s                                         | Anna Pichrtová                                      | 1 h 8 min 16 s                                      |
| 2009  | Rickey Gates                                        | 1 h 1 min 57 s                                      | Anna Pichrtová                                      | 1 h 11 min 8 s                                      |
| 2010  | Jonathan Wyatt                                      | 1 h 0 min 33 s                                      | Antonella Confortola                                | 1 h 11 min 43 s                                     |
| 2011  | Geoffrey Gikuni Ndungu                              | 47 min 16 s                                         | Sarah Tunstall                                      | 1 h 0 min 39 s                                      |
| 2012  | Geoffrey Gikuni Ndungu                              | 59 min 59 s                                         | Lucy Wambui Murigi                                  | 1 h 13 min 13 s                                     |
| 2013  | Petro Mamu                                          | 54 min 55 s                                         | Andrea Mayr                                         | 1 h 4 min 27 s                                      |
| 2014  | Jonathan Jackson                                    | 1 h 1 min 36 s                                      | Laura Robertson                                     | 1 h 20 min 20 s                                     |
| 2015  | Isaac Toroitich Kosgei                              | 35 min 25 s                                         | Susanne Mair                                        | 42 min 44 s                                         |
| 2016  | Petro Mamu                                          | 56 min 7 s                                          | Andrea Mayr                                         | 1 h 4 min 13 s                                      |
| 2017  | Geoffrey Gikuni Ndungu                              | 58 min 45 s                                         | Michelle Maier                                      | 1 h 7 min 58 s                                      |
| 2018  | Geoffrey Gikuni Ndungu                              | 57 min 40 s                                         | Andrea Mayr                                         | 1 h 1 min 47 s                                      |
| 2019  | Petro Mamu                                          | 56 min 6 s                                          | Andrea Mayr                                         | 1 h 4 min 8 s                                       |
| 2020  | Course annulée en raison de la pandémie de Covid-19 | Course annulée en raison de la pandémie de Covid-19 | Course annulée en raison de la pandémie de Covid-19 | Course annulée en raison de la pandémie de Covid-19 |
| 2021  | Maximilian von Lippe                                | 1 h 4 min 15 s                                      | Charlotte Dewilde                                   | 1 h 11 min 3 s                                      |
| 2022  | Manuel Innerhofer                                   | 59 min 28 s                                         | Karin Freitag                                       | 1 h 11 min 55 s                                     |
| 2023  | Thomas Roach                                        | 59 min 9 s                                          | Anna Plattner                                       | 1 h 9 min 58 s                                      |

 Record de l'épreuve